# Chexbres
Chexbres [ʃɛbʁ] ist eine politische Gemeinde im Distrikt Lavaux-Oron des Kantons Waadt in der Schweiz.

## Geographie

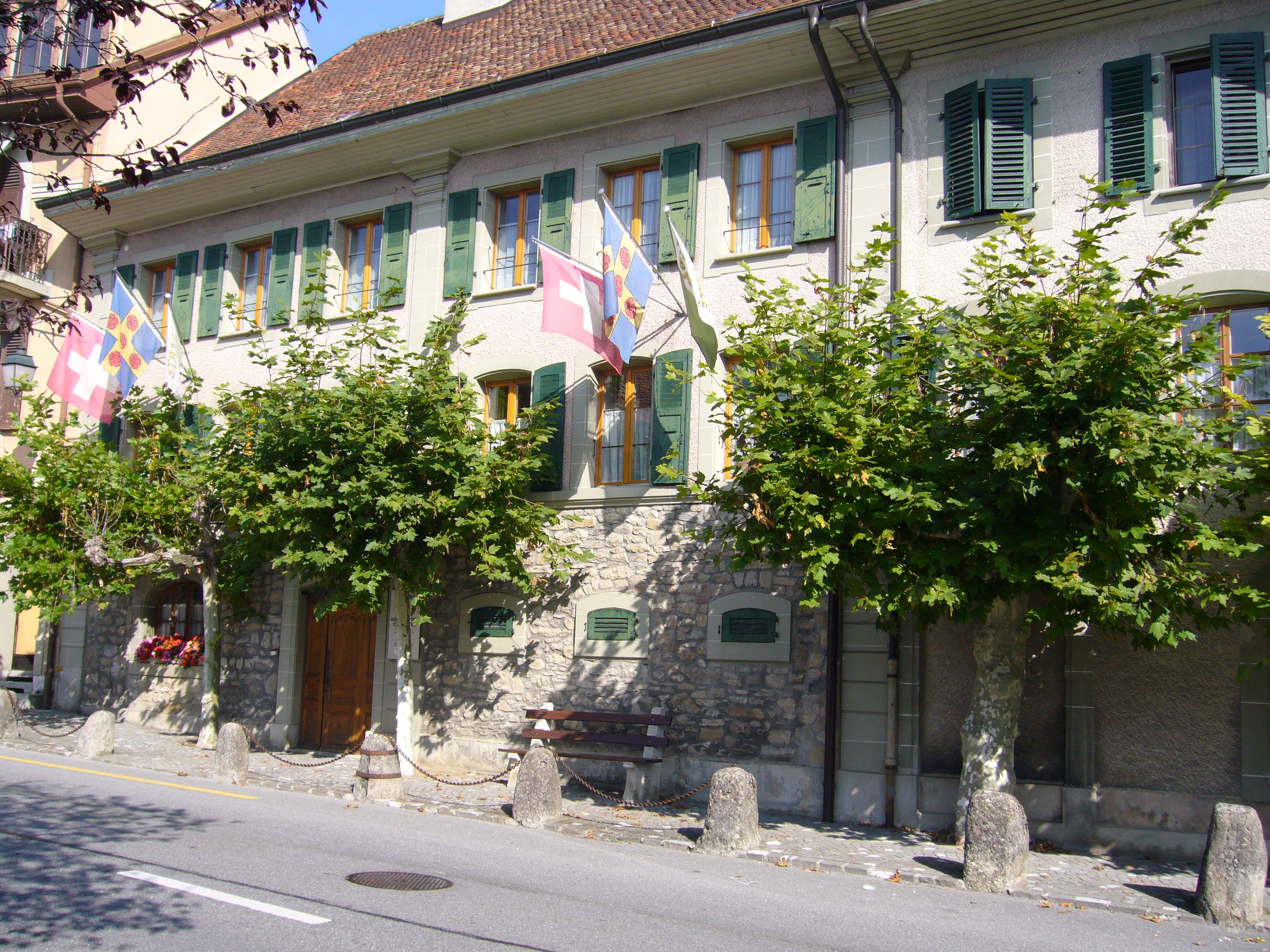
Gemeindehaus Chexbres

Chexbres liegt auf 565 m ü. M., 12 km ostsüdöstlich der Kantonshauptstadt Lausanne (Luftlinie). Das Dorf erstreckt sich auf einer Geländeterrasse östlich des Baches Forestay, im Lavaux, an aussichtsreicher Lage rund 200 m über dem Seespiegel des Genfersees.
Die Fläche des 2,1 km² grossen Gemeindegebiets umfasst einen Abschnitt des Lavaux. Die Gemeinde selbst hat keinen direkten Seeanstoss, reicht aber östlich von Rivaz beim Château de Glérolles bis fast ans Ufer des Genfersees hinunter. Der Gemeindeboden erstreckt sich vom rebenbedeckten Steilhang nordwärts über die Terrasse von Chexbres bis auf die nordöstlich an den See angrenzenden Höhen (westlich des Mont Pèlerin), auf denen bei Crêt Bérard mit 715 m ü. M. der höchste Punkt von Chexbres erreicht wird. Nach Westen reicht das Gebiet über das Tälchen des Forestay auf die Anhöhe von Le Signal (bis 640 m ü. M.). Von der Gemeindefläche entfielen 1997 32 % auf Siedlungen, 14 % auf Wald und Gehölze und 54 % auf Landwirtschaft.
Zu Chexbres gehören der Weiler Le Monteiller (455 m ü. M.) am Hang unterhalb des Dorfes inmitten der Weinberge sowie mehrere Einzelhöfe auf den Höhen. Nachbargemeinden von Chexbres sind Rivaz, Puidoux und Saint-Saphorin (Lavaux).

## Bevölkerung
Mit 2229 Einwohnern (Stand 31. Dezember 2023) gehört Chexbres zu den mittelgrossen Gemeinden des Kantons Waadt. Von den Bewohnern sind 86,5 % französischsprachig, 5,3 % deutschsprachig und 1,8 % portugiesischsprachig (Stand 2000). Die Bevölkerungszahl von Chexbres belief sich 1850 auf 770 Einwohner, 1900 auf 1125 Einwohner. Nach einem vorübergehenden Bevölkerungsrückgang bis 1920 (960 Einwohner) wurde seither ein kontinuierlicher Anstieg der Einwohnerzahl verzeichnet.

## Wirtschaft

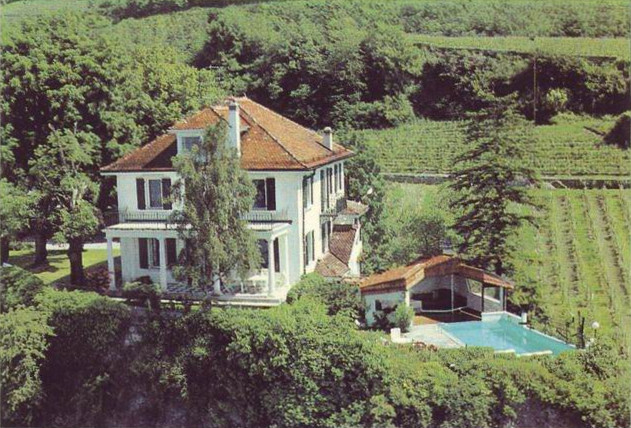
Villa Le Rocher in den Weinbergen (benachbarte Gemeinde Saint-Saphorin)

Chexbres war bis zu Beginn des 20. Jahrhunderts ein vorwiegend durch die Landwirtschaft geprägtes Dorf. Noch heute haben der Weinbau an den optimal besonnten Hängen des Lavaux (rund 25 ha) sowie der Ackerbau und die Viehzucht auf den Hochflächen einen gewissen Stellenwert in der Erwerbsstruktur der Bevölkerung. Weitere Arbeitsplätze sind im lokalen Kleingewerbe und vor allem im Dienstleistungssektor vorhanden. Das Gewerbe von Chexbres ist neben den Gütern des täglichen Bedarfs hauptsächlich auf den Tourismus ausgerichtet. Es gibt auch mehrere Weinhandlungen. Der in Chexbres produzierte Wein trägt die Appellation Saint-Saphorin. Chexbres besitzt ein beheizbares Schwimmbad. Durch den Bau von zahlreichen Einfamilienhäusern in den letzten Jahrzehnten hat sich das Dorf zu einer Wohngemeinde entwickelt. Viele Erwerbstätige sind deshalb Wegpendler, die vor allem in Lausanne und in der Region Vevey-Montreux arbeiten.

## Verkehr
Die Gemeinde ist verkehrstechnisch hervorragend erschlossen. Sie liegt an der Hauptstrasse von Vevey nach Moudon. Der Autobahnanschluss Chexbres an der 1974 eröffneten A9 (Lausanne–Sitten), welche das Gemeindegebiet durchquert, ist rund 1 km vom Ortskern entfernt. 
Am 2. Mai 1904 wurde die Eisenbahnlinie von Vevey nach Puidoux mit einem Bahnhof in Chexbres-Village in Betrieb genommen. Heute verkehrt auf dieser Strecke der Train des Vignes. Nur wenig ausserhalb des Gemeindegebietes befindet sich der Bahnhof Puidoux (früher Puidoux-Chexbres genannt) an der Hauptlinie von Lausanne nach Bern (am 4. September 1862 eingeweiht). Für die Feinverteilung im öffentlichen Verkehr sorgt eine Buslinie, welche die Strecke von Cully via Chexbres nach Palézieux bedient.

## Geschichte

Luftbild aus 800 m von Walter Mittelholzer (1919)

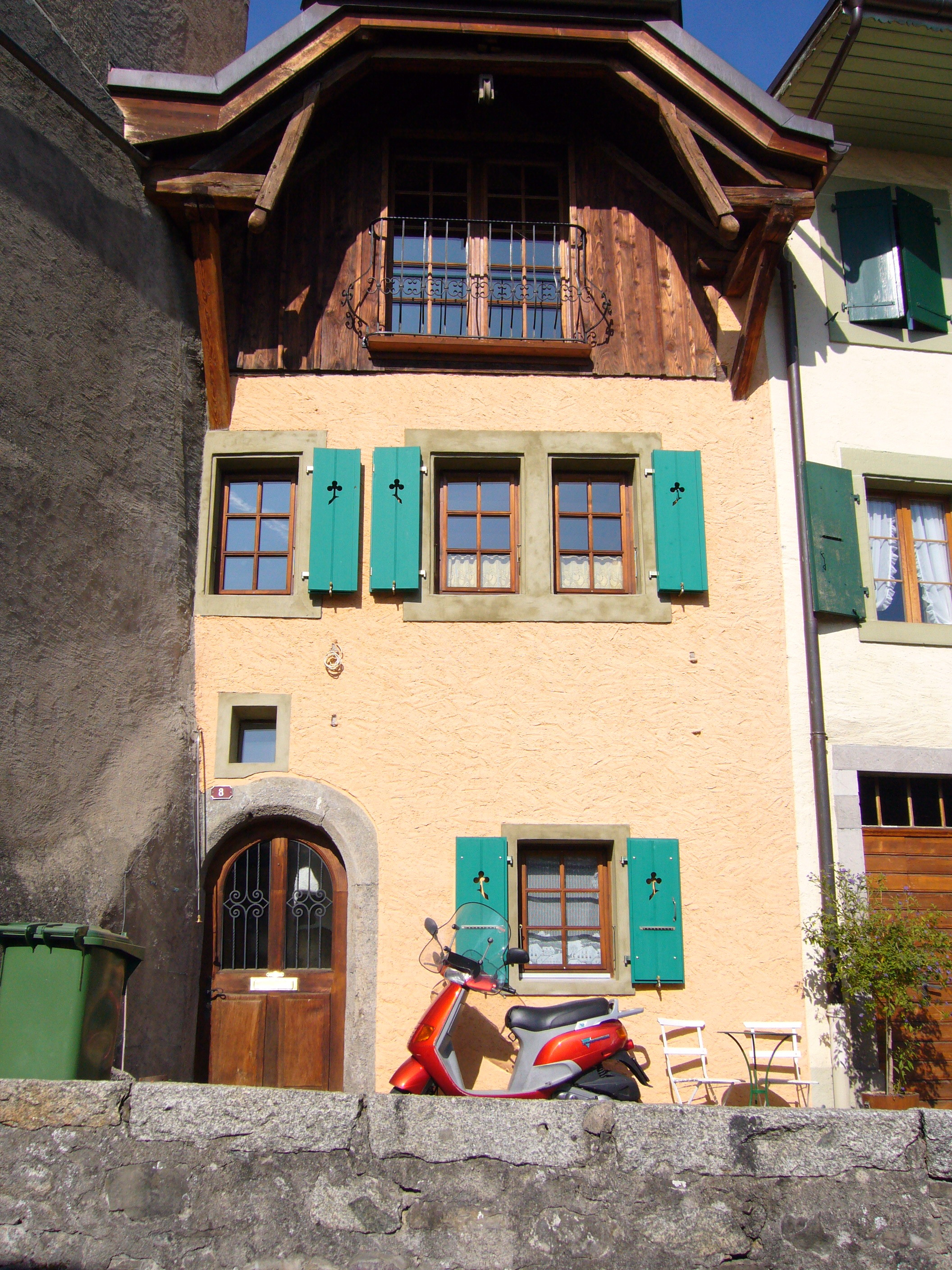
Haus in Chexbres

Das Gemeindegebiet von Chexbres war schon zur Römerzeit besiedelt, was durch einzelne Mauerreste und Münzfunde belegt werden konnte. Die erste urkundliche Erwähnung des Ortes erfolgte 1079 unter dem Namen Carbarissa. In der nachfolgenden Zeit erschienen zahlreiche weitere Bezeichnungen: Chibriacum (um 1100), Chabris (1134), Chabre (1142), Cabarissa (1145), Cerbre (1147), Chebra (1165), Chabrii (1179), Chabres (1221), Chaibri (1248), Chaibry (1368), Chebry (1453), Cheibri (1454) und noch bis 1562 sowohl Chaybres als auch Cheybres. Die Herkunft des Ortsnamens ist nicht eindeutig geklärt. Er könnte vom römischen Personennamen Cabrius, vom gallischen Caebre (Ort auf einem Hügel) oder von Cabus (Hanf) abgeleitet sein.
Das Gebiet um Chexbres gehörte seit dem 6. Jahrhundert der Abtei Saint-Maurice und kam 978 an das Königreich Burgund. Im Jahr 1079 schenkte König Heinrich IV. das Dorf und sein Umland dem Bischof von Lausanne. Die Interessen des Bischofs wurden durch den Kastlan von Saint-Saphorin vertreten.
Mit der Eroberung der Waadt durch Bern im Jahr 1536 gelangte Chexbres unter die Verwaltung der Vogtei Lausanne. Nach dem Zusammenbruch des Ancien Régime gehörte das Dorf von 1798 bis 1803 während der Helvetik zum Kanton Léman, der anschliessend mit der Inkraftsetzung der Mediationsverfassung im Kanton Waadt aufging. 1798 wurde es dem Bezirk Lavaux zugeteilt. Noch bis 1810 war Chexbres Teil der Grossgemeinde Saint-Saphorin und wurde erst danach eine politisch selbständige Gemeinde. Dank seiner schönen Lage entwickelte sich das Dorf im Lauf des 19. Jahrhunderts zu einem Erholungsort.

## Sehenswürdigkeiten
Die Kirche von Chexbres wurde 1888 an der Stelle einer früheren Kapelle erbaut. Sie besitzt einen neugotischen Turm, bemerkenswerte Glasmalereien von Jean Prahin (1988) und eine Orgel im Stil der französischen Romantik von 1905. Das Schloss De Crousaz wurde im 15. Jahrhundert errichtet. Der heutige Bau stammt jedoch von einer Rekonstruktion nach einem Brand kurz nach 1600. Aus dem 18. Jahrhundert stammt das Maison Wyttenbach. Im alten Ortskern sind einige charakteristische Acker- und Weinbauernhäuser aus dem 17. bis 19. Jahrhundert erhalten.

## Persönlichkeiten

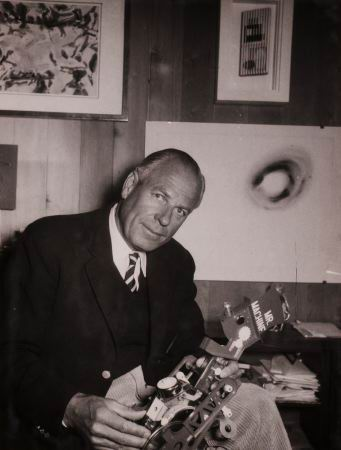
Theodor Ahrenberg

- Der schwedische Kunstmäzen und Sammler Theodor Ahrenberg (1912–1989) siedelte sich mit seiner Familie 1962 in der Villa "Le Rocher" in Saint-Saphorin an, wo er seine Sammlertätigkeit fortsetzte. Mit zahlreichen nachwachsenden jungen Künstlern der späteren Moderne pflegte er Kontakte und lud sie zu mehrmonatigen Arbeitsaufenthalten in seiner Villa ein. Auf diese Weise entstand in den folgenden 25 Jahren eine umfassende Sammlung, die Collection Ahrenberg.
- Bekanntheit erlangte Chexbres auch durch zahlreiche Landschaftsbilder des schweizerischen Malers Ferdinand Hodler (1853–1918), die stets die südexponierten Hänge des Lavaux und den beherrschenden Genfersee zum Motiv haben. Das bekannteste dieser Bilder ist "Der Genfersee von Chexbres aus", welches 1911 entstanden ist und sich in der Öffentlichen Kunstsammlung, Basel befindet.

## Sport
Im Jahr 2022 führte die 9. Etappe der 109. Austragung der Tour de France durch Chexbres. Auf der Bellevue wurde kurz vor der Ortseinfahrt mit der Côte de Bellevue (570 m) eine Bergwertung der 4. Kategorie abgenommen. Sieger der Bergwertung war der Spanier Jonathan Castroviejo.